# Celles (Cantal)
Celles era una comuna francesa situada en el departamento de Cantal, de la región de Auvernia-Ródano-Alpes, que el uno de diciembre de 2016 pasó a ser una comuna delegada de la comuna nueva de Neussargues-en-Pinatelle al unirse con las comunas de Chalinargues, Chavagnac, Neussargues-Moissac y Sainte-Anastasie.

## Demografía
| Gráfica de evolución demográfica de Celles entre 1800 y 2014 |
|                                                              |

Los datos demográficos contemplados en este gráfico de la comuna de Celles se han cogido de 1800 a 1999 de la página francesa EHESS/Cassini, y los demás datos de la página del INSEE.